# Alfred Pauser

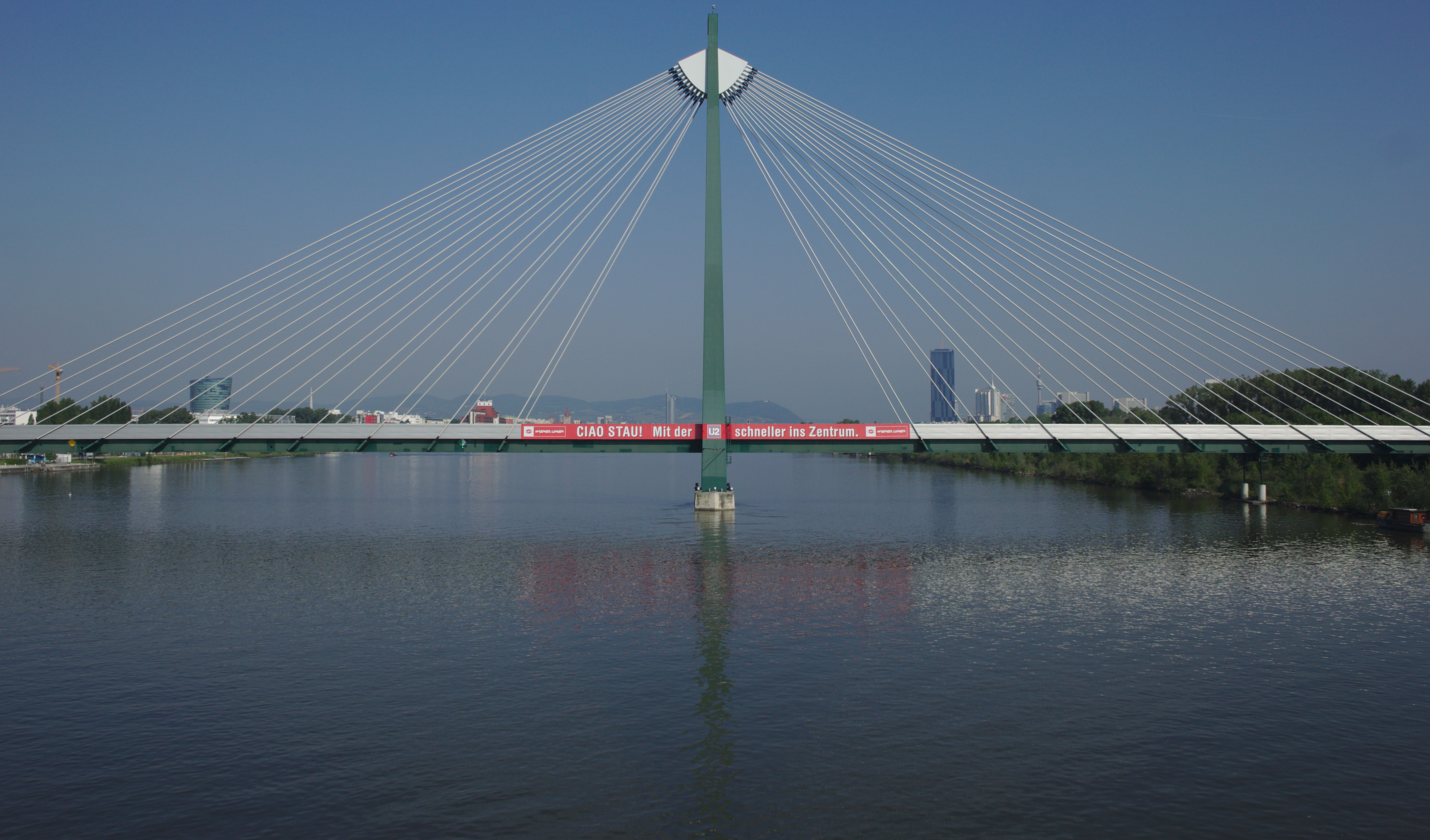
Donaustadtbrücke

Alfred Pauser (* 8. Jänner 1930 in Gmünd in Niederösterreich; † 5. April 2022) ist österreichischer Tragwerksplaner und Brückenbauer.

## Leben
Pauser studierte an der Technischen Hochschule Wien Bauingenieurwesen, zum Schluss als Werkstudent. Er war anfangs Mitarbeiter und dann Partner im Ingenieurbüro von Herbert Wycital. Im Jahre 1964 machte er sich mit einem eigenen Ingenieurbüro selbständig, ab 1979 arbeitete er in Partnerschaft mit Karl Beschorner, Peter Biberschick und Hans Klenovec. Pauser war von 1982 bis 1997 Universitätsprofessor (Ordinarius) am Institut für Hochbau und Technologie an der Technischen Universität Wien, an der er seit 1978 lehrte. Er wurde am Friedhof Mauer bestattet.
Er ist besonders als Brückenbauer bekannt und an mehr als der Hälfte der Wiener Brücken wesentlich beteiligt, darunter die Donaustadtbrücke.

## Auszeichnungen
- 1979: Silbernes Ehrenzeichen für Verdienste um das Land Wien
- 1984: Ehrendoktorat der Universität Innsbruck[4]
- 1994: Großes Silbernes Ehrenzeichen für Verdienste um die Republik Österreich
- 1998: Johann Joseph Ritter von Prechtl-Medaille[5]
- 2008: 1. Wiener Ingenieurpreis[6]
- 2012: Fritz-Leonhardt-Preis der Ingenieurkammer Baden-Württemberg und des Verbandes Beratender Ingenieure[7]
- Er ist Baurat honoris causa.

## Publikationen
- Erhaltung und Erneuerung von Bauten. Grundlagen. Aufgehendes Mauerwerk und Dachraum. Österreichische Gesellschaft zur Erhaltung von Bauten, Ausseninstitut der Technischen Universität Wien, Wien 1986, Wien 1990.
- mit Zach, Zeininger: Garagen + Parkdecks. Technische Universität Wien, Institut für Hochbau und Industriebau, Wien 1986.
- Ausführungsmethoden des Brückenbaues. Technische Universität Wien, Wien 1986.
- Entwicklungsgeschichte des Massivbrückenbaues. Unter Berücksichtigung der Verhältnisse Österreichs. Österreichischer Betonverein, Wien 1987, ISBN 3-900745-00-5.
- (Hrsg.): Unterirdische Kanalsanierung. Springer Verlag, Wien 1988, ISBN 3-211-82097-3.
- mit A. Kolbitsch: Technische Probleme der Stadterneuerung. Unterlagenerstellung. Abschlussbericht. F 1021. Forschungsbericht, Österreichische Gesellschaft zur Erhaltung von Bauten (Hrsg.), Wien 1990.
- Beton im Hochbau. Handbuch für den konstruktiven Vorentwurf. Verlag Bau und Technik, Düsseldorf 1998, ISBN 3-7640-0377-4.
- Massivbrücken ganzheitlich betrachtet. Geschichte – Konstruktion – Herstellung – Gestaltung. Österreichische Zementindustrie, Österreichische Vereinigung für Beton und Bautechnik (Hrsg.), Verlag Bau und Technik, Düsseldorf 2002, ISBN 3-7640-0431-2.
- Brücken in Wien. Ein Führer durch die Baugeschichte. Österreichischer Ingenieur- und Architekten-Verein (Hrsg.), Springer Verlag, Wien 2005, ISBN 978-3-211-25255-0.